# Öblarn
Öblarn é um município da Áustria, situado no distrito de Liezen (subdistrito de Gröbming), no estado da Estíria. Tem 70,17 km² de área e sua população em 2019 foi estimada em 2.002 habitantes.